# Odiseea marțiană (povestire)
„Odiseea marțiană” (în engleză A Martian Odyssey) este o povestire științifico-fantastică a scriitorului Stanley G. Weinbaum. A apărut în 1934 în numărul din iulie al revistei Wonder Stories. În limba română a fost tradusă de Ion Hobana și a apărut în 1975 în culegerea căreia i-a dau numele, Odiseea marțiană: Maeștrii anticipației clasice de la Editura Minerva (Biblioteca pentru toți, nr. 863). Este a doua lucrare tipărită a lui Weinbaum (în 1933 i s-a publicat un roman de dragoste, The Lady Dances, sub pseudonimul Marge Stanley, de către King Features Syndicate, care l-a publicat în foileton în ziarele sale la începutul anului 1934). „Odiseea marțiană” a avut o continuare publicată patru luni mai târziu, „Valea viselor”. Acestea sunt singurele povestiri ale lui Weinbaum care au loc pe planeta Marte.

## Prezentare
Chimistul american Dick Jarvis este un explorator spațial, unul dintre cei patru membri ai echipajului Ares care a aterizat pe planeta Marte. Acesta spune echipei sale că s-a întâlnit cu un marțian prietenos dar ciudat, pe care l-a numit Touil (Tweel sau Tweerl) și care seamănă vag cu un struț. Extraterestrul i-a arătat unele dintre cele mai ciudate secrete ale planetei sale. După o separare forțată de Touil, Jarvis s-a întors la nava spațială cu un "ou luminos" ciudat, capabil să vindece multe boli pe Pământ.
Tweel sau Tweerl a fost inspirat probabil de zeul egiptean Thot. 